# Вялі Ардер Іванович
Ардер Іванович Вялі (нар. 26 грудня 1945, село Лейсу Хіюмааського району, тепер Естонія) — радянський естонський діяч, секретар ЦК КП Естонії. Член Бюро ЦК КП Естонії в 1989—1990 роках. Народний депутат СРСР (1989—1991).

## Життєпис
З 1963 по 1964 рік працював трактористом колгоспу «Кунгла» Хіюмааського району Естонської РСР.
У 1964 році, із першого курсу Естонської сільськогосподарської академії, призваний до Радянської армії. З 1964 по 1967 рік служив у Радянській армії начальником радіостанції військової частини Ленінградського військового округу. Після демобілізації продовжив навчання в Естонській сільськогосподарській академії (в 1967—1970 роках), здобув спеціальність інженера-механіка сільського господарства.
З 1970 по 1973 рік працював старшим інженером-механіком Хаапсалуського виробничого цеху Талліннського м'ясоконсервного комбінату.
Член КПРС з 1971 року.
У 1973—1977 роках — завідувач відділу експлуатації автомобільного господарства, заступник керуючого, головний інженер, а в 1977—1981 роках — керуючий Хаапсалуського районного об'єднання «Естсільгосптехніка».
У 1981—1983 роках — заступник голови Державного комітету Естонської РСР із виробничо-технічного забезпечення сільського господарства.
У 1983—1986 роках — 1-й заступник голови виконавчого комітету Хаапсалуської районної ради народних депутатів — голова районного агропромислового об'єднання.
У 1986 — вересні 1989 року — 1-й секретар Хаапсалуського районного комітету КП Естонії.
1 вересня 1989 — березень 1990 року — секретар ЦК КП Естонії з питань сільського господарства.
Подальша доля невідома.

## Нагороди
- орден «Знак Пошани»
- медалі